# Dívka s perlou (film)
Dívka s perlou (anglicky Girl with a Pearl Earring) je britsko-lucemburský dramatický film z roku 2003 režírovaný debutujícím britským režisérem Peterem Webberem. Film je adaptací stejnojmenného románu americké spisovatelky Tracy Chevalierové, vytváří fiktivní okolnosti vzniku obrazu Dívka s perlou slavného holandského malíře Jana Vermeera. Do hlavní role byla obsazena herečka Scarlett Johansson.

## Děj
Delft, rok 1665. Nenápadná mladá dívka Griet (Scarlett Johansson) je vzhledem k nuzné finanční situaci rodiny vyslána do Delftu jako služebná v rodině věhlasného malíře Jana Vermeera (Colin Firth). Nevzdělaná dívka se snaží nenápadně sloužit mistrovi a jeho početné rodině, brzy však objeví svou skrytou vášeň pro Vermeerovu tvorbu a osobnost. Postupně se kromě své práce služky stává také asistentkou, nakupuje a míchá barvy a proniká do tajemství světla a stínu a magie barev. Vnitřně osamělý umělec brzy objeví, že rozpačitá služebná má nejen cit pro malování obrazů, ale že dokáže chápat i jeho složitý vnitřní svět. Hodiny společně strávené v malířově ateliéru se mění ve vzácný čas prodchnutý mlčenlivým souzněním. Mezi Griet a umělcem vzniká křehký vztah, který malířova rodina nemůže nevycítit. Jednoho dne se rozhodne bezradný malíř jako svou další zakázku namalovat právě Griet s perlou náležící jeho ženě žárlivé Kathrine.
Kromě přemrštěné reakce žárlivé ženy jsou malíř i dívka pod tlakem bohatého zadavatele a patrona Pietera van Ruijvena (Tom Wilkinson) a malířovy tchyně Marie Thins, která drží rodinou pokladnu a sjednává obchody. Bezskrupulózní Ruijven se chce dívky zmocnit, naráží ovšem nejen na odpor samotného Vermeera, ale také řezníkova syna Pietera (Cillian Murphy), který je do Griet zamilován. Po dokončení obrazu se Griet stává "obyčejnou" ženou v domácnosti.

## Obsazení
| Scarlett Johansson | Griet               |
| Colin Firth        | Jan Vermeer         |
| Tom Wilkinson      | Pieter van Ruijven  |
| Cilian Murphy      | řezníkův syn Pieter |
| Essie Davis        | Catharina Vermeer   |

## Výroba
Krátce před uvedením budoucího bestselleru Tracy Chevalierové se rozhodla koupit práva na tuto knihu scenáristka filmu Olivia Hetreed. Autorka knihy souhlasila s natočením filmu v malé britské produkční společnosti Archer Street Films, protože se bála skandalizace a sexualizace v případné hollywoodské adaptaci. Původně měli být do hlavních rolí obsazeni herečka Kate Hudson a herec Ralph Finnes, snímek měl režírovat známý americký režisér Mike Newell.

## Ohlas
Snímek získal řadu ocenění za herecké výkony i výtvarnou stránku, která připomínala atmosféru Vermeerových obrazů. Zdůrazňován je výkon Scarlet Johansson v hlavní roli, ale také přístup tvůrců, kteří vztahy mezi postavami nevysvětlovali použitým voiceoveru (který je patrný v knize).

## Zajímavosti

Původní obraz Jan Vermeera Dívka s perlou

- Původní obraz Jan Vermeera Dívka s perlouRomán Dívka s perlou, stejně jako film, využívají slepých míst historie malířství. V dochované literatuře není zmínka o okolnostech vzniku obrazu, ani o tom, kdo byla tajemná dívka na portrétu. Portrét byl součástí tzv. tronií, u kterých není důležitý původ portrétovaného.[5]
- Vermeerova malba je od roku 2011 trvale umístěna v galerii Mauritshuis v Haagu.